# Marco Djuricin
Marco Djuricin (ur. 12 grudnia 1992 roku w Wiedniu) – austriacki piłkarz występujący na pozycji napastnika. Wychowanek SV Donau, od 2017 jest zawodnikiem Grasshopper Club, do którego jesy wypożyczony z klubu Red Bull Salzburg.
Podczas rozgrywanych we Francji Mistrzostw Europy U-19 w 2010 roku w meczu przeciwko Holandii zdobył jedyną bramkę w meczu zapewniającą Austrii zwycięstwo i kwalifikację do Mistrzostw Świata U-20 w 2011 roku. W mundialu nie zagrał z powodu kontuzji odniesionej kilka dni przed pierwszym meczem.